# Lord-lieutenant de Donegal
Ceci est une liste de personnes qui ont servi comme Lord Lieutenant du Comté de Donegal. L'office a été créé le 23 août 1831.
- George Chichester (2e marquis de Donegall) : 17 octobre 1831 – 5 octobre 1844
- James Hamilton (1er duc d'Abercorn) : 13 novembre 1844 – 31 octobre 1885
- James Hamilton (2e duc d'Abercorn) : 1885 – 3 janvier 1913
- Sir John Olphert : 9 août 1913 – 11 mars 1917
- Arthur Gore (6e comte d'Arran) : 25 août 1917 – 1920
- Sir Emerson Crawford Herdman : 17 décembre 1920 – 1922